# ミリタリーモデリングマニュアル
『ミリタリーモデリングマニュアル』は不定期に刊行される軍用関連の模型製作を扱った雑誌である。A4判、平綴じでホビージャパンから発行される。

## 概要
軍用関連の模型製作を扱った雑誌で特集が組まれる。カラーページが多く、情景模型の場合細部までわかる。主に第二次世界大戦期における枢軸国と連合国双方の装甲軍用車両に力点を置いた誌面構成となっており、単に模型誌としての枠組みを超え、史料としての価値を見出す事もできる。